# Fijación Oral Vol. 1
«Fijación Oral Vol. 1»  — шостий альбом колумбійської співачки Шакіри, виданий у червні 2005 року лейблом Epic Records.
Альбом завоював безліч нагород в усьому світі, у тому числі п'ять нагород Latin Grammy і Греммі. Альбом був проданий в кількості 4 млн копій по всьому світу і є рекордсменом іспанської дискографії Шакіри. Перший сингл «La Tortura» був № 1 більш ніж у 19 країнах. Наступний хіт «No» був № 1 в 6 країнах, а третій «Día de Enero» був № 1 в 6 країнах і займав 1-е місце в Мексиці протягом 8 тижнів. Сингл «La Pared» був № 1 в Іспанії та Аргентині, а остаточний сингл, який вийшов у травні 2007 року «Las de la Intuición» був № 1 у 9 країнах.

## Список композицій
| #   | Назва                                                    | Автор                  | Тривалість |
| --- | -------------------------------------------------------- | ---------------------- | ---------- |
| 1.  | «En Tus Pupilas»                                         | Shakira, Ochoa         | 4:24       |
| 2.  | «La Pared»                                               | Shakira, Mendez        | 3:20       |
| 3.  | «La Tortura» (featuring Alejandro Sanz)                  | Shakira, Ochoa         | 3:35       |
| 4.  | «Obtener Un Sí»                                          | Shakira, Mendez        | 3:21       |
| 5.  | «Día Especial» (featuring Gustavo Cerati)                | Cerati, Shakira, Ochoa | 4:25       |
| 6.  | «Escondite Inglés»                                       | Shakira                | 3:10       |
| 7.  | «No» (featuring Gustavo Cerati)                          | Shakira, Mendez        | 4:47       |
| 8.  | «Las de la Intuición»                                    | Shakira, Ochoa         | 3:42       |
| 9.  | «Día de Enero»                                           | Shakira                | 2:55       |
| 10. | «Lo Imprescindible»                                      | Shakira, Mendez        | 3:58       |
| 11. | «La Pared» (Versión acústica)                            | Shakira, Mendez        | 2:41       |
| 12. | «La Tortura [Shaketon Remix]» (featuring Alejandro Sanz) | Shakira, Ochoa         | 3:12       |

## Сингли альбому
- «La Tortura» (квітень 2005)
- «No» (липень 2005)
- «Día de Enero» (січень 2006)
- «La Pared» (жовтень 2006)
- «Las de la Intuición» (травень 2007)

## Нагороди альбому

### Billboard Music Awards
- Найкращий латинський альбом року — «Fijación Oral, Vol. 1»
- Пісня року — «La Tortura»

### Alma Awards
- Альбом року — «Fijación Oral, Vol. 1»
- Найкращий жіночий виконавець — Shakira

### Grammy Awards
- Найкращий латинський рок / альтернативний альбом — «Fijación Oral, Vol. 1»

### International Dance Music Awards
- Найкраща латинська пісня — «La Tortura»

### Los Premios MTV Latinoamérica
- Відео року — «La Tortura»

### Latin Billboard Music Awards
- Найкращий латинський рінгтон — «La Tortura»
- Найкраща трансляція пісні року — «La Tortura»
- Латинська пісня року — «La Tortura»
- Найкраща пісня проспівана в дуеті — «La Tortura»
- Найкращий латинський жіночий альбом — «Fijación Oral, Vol. 1»

### Latin Grammy Awards
- Рекорд року — «La Tortura»
- Пісня року — «La Tortura»
- Альбом року — «Fijación Oral, Vol. 1»
- Найкращий вокальний альбом — «Fijación Oral, Vol. 1»

### NRJ Music Awards
- Міжнародна пісня року — «La Tortura»

### Premios Lo Nuestro
- Найкраща поп пісня року — «La Tortura»
- Найкращий поп альбом року — «Fijación Oral vol. 1»